# Óscar López (periodista)
{{Ficha de persona
Óscar López (Barcelona, =Óscar López ('Página 2'): "Leo ciento y pico libros al año; está bien, pero tampoco tiene mérito"|fechaacceso=2024-10-26|fecha=2019-05-03|sitioweb=ELMUNDO|idioma=es}}</ref>) es un periodista español especializado en el sector cultural.

## Trayectoria
En los últimos años el mundo del libro ha ocupado una parte esencial de su trabajo desarrollado, indistintamente, en televisión, radio y prensa escrita. En televisión formó parte del equipo que fundó el programa Continuará de La 2 de TVE; presentó la sección de libros del programa La columna de Julia Otero en TV3 durante 4 años; dirigió y presentó el programa catalán Més llibres de Barcelona Televisió sobre el Año del Libro y la Lectura. En esta misma cadena copresentó, con Judit Mascó, el magazín nocturno Betrópolis y dirigió y presentó el programa de gastronomía y cultura Plat combinat.
En radio ha presentado y colaborado en programas de la Cadena SER, Catalunya Ràdio, Onda Cero, Ona FM, RAC1 y COM Ràdio. A nivel escrito ha colaborado a la revista Qué leer, de la que fue miembro del equipo fundador, así como en Tiempo, Ajoblanco, Man o Mercurio, y en prensa en cabeceras como La Vanguardia y El Periódico.
Desde 2007 es director y presentador del programa de libros Página Dos de TVE, galardonado en numerosas ocasiones. También realiza una sección de libros, los domingos, en el programa A vivir que son dos días de la Cadena SER que presenta Javier del Pino.